# هما دارابی
هما دارابی (۲۶ دی ۱۳۱۸ – ۳ اسفند ۱۳۷۲) متخصص پزشکی کودکان و روان‌پزشک ایرانی بود که در اعتراض به حجاب اجباری در میدان تجریش تهران اقدام به خودسوزی کرد.

## مبارزه دانشجویی
هما دارابی در ۲۶ دی ۱۳۱۸ در تهران زاده شد. او از سال ۱۳۳۸ همزمان با ورود به دانشکده پزشکی عضو جبهه ملی ایران و حزب ملت ایران شد و در ۱۶ آذر ۱۳۴۰ در مراسم بزرگداشت کشته‌شدگان ۱۶ آذر سخنرانی کرد. دارابی به همراه پروانه فروهر سازمان زنان جبهه ملی را تشکیل داد و در کنگره اول جبهه ملی در بهمن ۱۳۴۱ شرکت و سخنرانی کرد.
هما دارابی از دانشجویان مبارز جنبش دانشجویی سال ۱۳۳۹ بود و به‌عنوان یکی از سرشناس‌ترین دانشجویان و یکی از اصلی‌ترین مبارزان به زندان افتاد. او در همه رویدادهایی که به انقلاب انجامید حضوری کوشا و صمیمانه داشت.

## کار و کنش فرهنگی
هما دارابی پس از پایان تحصیلاتی پزشکی در دانشگاه تهران به روستای بهمنی در شمال ایران رفت و برای دو سال به عنوان پزشک به مردم آن منطقه خدمت کرد. سپس در سال ۱۳۴۶ به همراه همسرش منوچهر کیهانی از اعضای حزب ملت ایران برای ادامه تحصیلات به آمریکا رفت. او پس از گذراندن دوره تخصصی بیماری‌های کودکان و روان‌پزشکی و دریافت پروانه پزشکی از سه در سال ۱۳۵۳ به ایران برگشت و در این سال‌ها در نشریاتی مانند فردوسی دربارهٔ حقوق زنان و کودکان مطلب می‌نوشت.
هما دارابی در اسفند ۱۳۴۹ در اعتراض به منوچهر اقبال، رئیس وقت دانشگاه تهران و به جرم آتش زدن اتومبیل او همراه با فریدون تقی‌زاده دستگیر و برای چند هفته بازداشت شد.
هما دارابی رابطه نزدیکی با محمد مصدق داشت و برای دیدار با او به روستای احمدآباد می‌رفت.

تصویری از هما دارابی در ۳۰ اردیبهشت ۱۳۴۰

## پس از انقلاب
هما دارابی که در همه تظاهرات و اعتراضات منجر به پیروزی انقلاب ۱۳۵۷ شرکت می‌کرد در اوایل پیروزی انقلاب همراه با دیگر زنان در دیداری با ابوالحسن بنی صدر، رئیس‌جمهور وقت، به فشارها و برخوردها اعتراض کرد.
در این سال‌ها با تلاش او بخش روان‌شناسی و گفتاردرمانی بیمارستان روان‌پزشکی «شهید سهامی» راه اندازی شد و همزمان به عضویت گروه آموزش تخصصی روان‌پزشکی مجتمع آموزشی و پژوهشی وزارت بهداری درآمد و مدیریت گروه روان‌پزشکی دانشگاه شهید بهشتی را نیز برعهده گرفت.

## برکناری از کار و دانشگاه
در سال تحصیلی ۱۳۷۰–۱۳۶۹ و با افزایش سخت‌گیری‌ها در بحث پوشش و حجاب او را برخلاف نص صریح قانون به دلیل بدحجابی و با عنوان «عدم رعایت شئونات» از استادی برکنار کردند. مطب او نیز تعطیل شد. در مدتی که هما دارابی از کار و درس محروم شده بود در مطب خصوصی خودش کار می‌کرد. اما به دلیل افسردگی شدید توانایی ادامه کار در آن مطب را نیز نیافت. با پیگیری‌های خودش و همسرش دیوان عدالت اداری ممنوعیت کار وی را لغو کرد اما آن نیز کمکی به وضعیت وی نکرد.

## خودکشی اعتراضی
هما دارابی به عنوان فعال اجتماعی و سیاسی امید داشت که انقلاب به تحول مثبتی بینجامد. او از وضعیتی که پیش آمده بود ناخشنود بود و سرانجام نتوانست بپذیرد آن‌همه تلاش و مبارزه به چیزی انجامید که داشت اتفاق می‌افتاد. به ویژه تضییع حقوق زنان و حجابی که به‌اجبار بر سر زنان نشست برای او قابل قبول نبود. تا اینکه در ۲ اسفند ۱۳۷۲ در اعتراض به حجاب اجباری در میدان تجریش خود را به آتش کشید و در بامداد سوم اسفند بر اثر شدت سوختگی درگذشت.
پروین دارابی، خواهر هما در آمریکا اقدام به نوشتن کتاب خشم علیه حجاب: زندگی و مرگ شجاعانه یک مخالف اسلام نمود.

### مراسم خاکسپاری
حزب ملت ایران و اعضای جبهه ملی و همچنین خانواده او اعلامیه‌هایی برای مراسم خاکسپاری او به روزنامه‌ها دادند که روزنامه کیهان از انتشار آن سر باز زد اما در روزنامه اطلاعات منتشر شد. مردم در مراسم او حضور گسترده‌ای یافتند.

### بازتاب رسانه‌ای
خبر درگذشت هما دارابی در رسانه‌های داخل ایران بازتاب گسترده‌ای نیافت اما در رسانه‌های انگلیسی زبان و فارسی‌زبان خارجی به صورت گسترده‌ای به آن توجه شد. روزنامه کیهان به این توجه، اعتراض کرد.